# Tekle Haymanot Tessemma
Tekle Haymanot Tessemma, connu sous le nom de Tekle Haimanot du Gojjam, né en 1847 et mort le 10 janvier 1901, est un dirigeant d’armée éthiopien, membre de la noblesse de l'Empire éthiopien.

## Biographie
Né Adal Tessema, Tekle Haymanot est le fils de Tessemma Goshu, Négus du Godjam. Cette province a longtemps constitué un royaume vassal à l’intérieur de l’empire éthiopien. Le titre « Roi du Gojjam » est un titre honorifique.
Le 20 janvier 1881, le Negusse Negest Yohannes IV fait de Adal Ras Tekle Haymanot Tessemma, le Negus du Godjam et de Kefa. Cependant cette dernière ne lui est accordée qu’à la condition qu’il conquiert la région qui est alors disputée et sous l’autorité de Ras Ménélik, négus du Choa. Yohannes fournit 8 000 fusils à l’armée de Tekle Haymanot afin de l’aider dans sa conquête.
Les forces de Tekle Haymanot Tessemma tentent ainsi de conquérir la province de Kefa. Mais, le 6 juin 1882, son armée est défaite à Guduru par celle de Ménélik. Tekle Haymanot Tessemma est capturé.
Yohannes IV intervient, cède le Kefa, mais fait accepter à Ménélik de donner le Wollo à son fils, le Ras Araya Selassie Yohannes.
À la mort de Yohannes IV, Tekle Haymanot prête allégeance à l’empereur Ménélik II. Et en 1896, Tekle Haymanot participe à la  bataille d’Adoua à ses côtés.
Tekle Haymanot Tessemma a (au moins) cinq fils : Bezabeh, Hailu, Balaw, Mentewab et Yewubdar. L’un d’entre eux, Hailu Tekle Haymanot, devient plus tard Négus Hailu II du Gojjam.

## Annexe